# 陳宗蕃
陳宗蕃（1877年—1953年），字莼衷，福建侯官人，清末及民国政治人物、進士出身，中央文史研究馆馆员。
光緒三十年，會試第43名；殿試登進士三甲26名，改庶吉士。后授法部主事。
著有《燕都丛考》等。